# マツダ・Nプラットフォーム
マツダ・Nプラットフォームとは、マツダのFRスポーツカー自動車用プラットフォームの名称である。マツダ・ロードスターの初代から用いられている。このプラットフォームを用いる車両のVINコードは、先頭がNから始まる。

## NA
- 1989-1997 ユーノス・ロードスター

## NB
NBは、NAの機構に非常に近いプラットフォームである。変更点は、ハーネスの配線や新世代のマツダ・Bエンジンの搭載対応に因るものが大半である。
- 1998-2005 ロードスター

## NC
NCは、マツダ・RX-8に用いられたマツダ・FEプラットフォームをベースにしたプラットフォームである。3ナンバー幅のプラットフォームとなっている。
- 2005 -  ロードスター